# Partit Galleguista (2004)
El Partit Galeguista (PG) actual és un partit polític gallec centrista que es reclama hereu del Partit Galleguista de 1931. El partit es va crear mitjançant la reactivació de l'anterior Partit Galleguista i la convocatòria del VIII Congrés el 13 de novembre de 2004, que va marcar la seva reaparició pública, amb la fusió amb Democràcia Progressista Gallega-Progressistes Viguesos. El seu actual secretari general és l'exalcalde viguès Manoel Soto i el seu president és Xabier González. Es defineix com «l'opció política galleguista i dels galleguistes, és a dir: nacionalista, democràtica, progressista, europeista» però compta amb el rebuig de destacats galleguistes històrics com Avelino Pousa Antelo, president de la Fundació Castelao, qui considera que l'actual PG gens té a veure amb el qual havia dirigit Castelao.
Entre setembre de 2005 i juny de 2006 va estar integrat en el PG Identidade Galega, formació escindida de Democracia Nacional i que basa la seva acció política en l'oposició a la immigració. El PG va obtenir l'1,22% dels vots en les eleccions municipals de 2007 en el conjunt de Galícia el que es va traduir en deu regidors, sent la sisena força política de la comunitat. No va obtenir representació en cap de les seves principals apostes: La Corunya, Vigo o Ourense.